# Macrocoma pulchella
Macrocoma pulchella là một loài Rêu trong họ Orthotrichaceae. Loài này được (Hornsch.) Vitt mô tả khoa học đầu tiên năm 1973.